# 명령법
명령법(命令法)은 명령 또는 요청을 표현하는 서법이다.

## 이용
명령은 주로 상사,윗사람이 직원,아랫사람에게 주문, 요청, 충고할 때 사용된다.
명령법을 이용하는 것이 특정한 환경에서는 공손하지 못하고 부적절하며 심지어는 공격적으로 간주될 수 있다. 공손한 어투로 말할 때에는 명령법으로 보다는 질문이나 문장 형식을 대신 사용한다.
- 잠시 여기로 와주겠니? ("여기로 와!" 보다 더 공손함)
- 이제 그만했으면 좋겠어. ("그만 좀 해!"의 경우)

## 언어별 현황

### 한국어
한국어는 여섯 단계로 명령문을 마무리할 수 있다. "않다" 또는 "말다"가 각각 부정, 금지를 가리키는데 사용된다. 동사 "가다"의 경우 다음과 같다:
| 단계                        | 직설적, 긍정적 | 명령     | 직설적, 부정적  | 금지          |
| --------------------------- | -------------- | -------- | --------------- | ------------- |
| (격식을 차림) 합쇼체        | 가십니다       | 가십시오 | 가지 않으십니다 | 가지 마십시오 |
| 해요체                      | 가세요         | 가세요   | 가지 않으세요   | 가지 마세요   |
| 하오체                      | 가시오         | 가시오   | 가지 않으시오   | 가지 마시오   |
| 하게체                      | 가네           | 가게     | 가지 않네       | 가지 말게     |
| 해체                        | 가             | 가       | 가지 않아       | 가지 마       |
| (격식을 차리지 않음) 해라체 | 간다           | 가라     | 가지 않는다     | 가지 마라     |

1. 1 2 3  Verb and adjective stems that end in ㄹ l, including mal-, eliminate the last l before suffixes starting with l (not r), n, o, p, and s.
2. 1 2  An imperative suffix -a(ra) contracts mal- to ma- exceptionally. The other verbs are not contracted by -a(ra).

## 같이 보기
- 화용론
- 언어행위